# Jan Ogilvie
Svatý John Ogilvie SJ (1579, Keith v Banffshire, Skotsko – 10. března 1615, Glasgow) byl skotský konvertita od kalvinismu ke katolicismu, který vstoupil do jezuitského řádu a za svou činnost duchovního byl ve Skotsku popraven. Jako mučedník byl kanonizován a je v katolické církvi uctíván jako svatý.

## Stručný životopis
John Ogilvie pocházel z jedné z větví slavného skotského rodu Ogilvie (Ogilvy), byl synem presbyterána Waltera Ogilvieho. V průběhu své vzdělávací cesty po Evropě se v Douai roku 1596 obrátil ke katolicismu a byl přijat do tamní skotské koleje. Odtud byl roku 1598 poslán do koleje skotských benediktinů v Řezně a následně na jezuitskou akademii v Olomouci, kde požádal o přijetí do Tovaryšstva Ježíšova. Noviciát absolvoval v jezuitské koleji v Brně u Panny Marie (1599). Po pobytu ve Štýrském Hradci a ve Vídni dokončil v Olomouci studium teologie (1609 - 1610). Roku 1610 byl v Paříži vysvěcen na kněze. V roce 1613 byl vyslán zpět do Skotska, aby tam tajně působil jako katolický misionář. Pohyboval se především v Edinburghu, Londýně a v Glasgowě. Tam byl 4. října 1614 zajat. Po několikaměsíčním vězení a vyslýchání byl 10. března 1615 v Glasgowě oběšen, byla mu setnuta hlava a rozčtvrceno tělo. V roce 1976 je papež Pavel VI. prohlásil za svatého. Je jediným poreformačním kanonizovaným skotským svatým.

## Externí odkazy

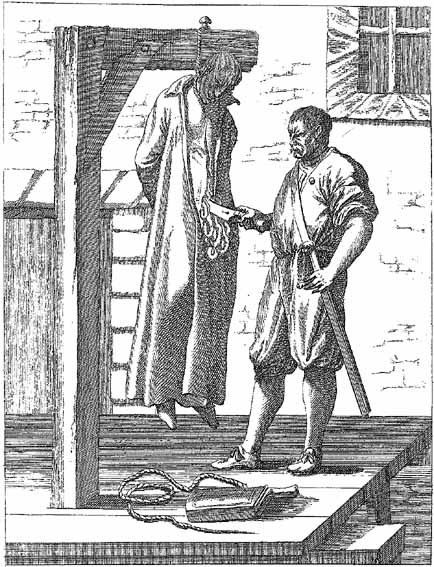
Poprava Johna Ogilvieho